# West End, Hampshire
West End är en ort och civil parish i Storbritannien.   Den ligger i grevskapet Hampshire och riksdelen England, i den södra delen av landet, 110 km sydväst om huvudstaden London. West End ligger 54 meter över havet och antalet invånare är 4 227.
Terrängen runt West End är platt. Runt West End är det mycket tätbefolkat, med 1 221 invånare per kvadratkilometer. Närmaste större samhälle är Southampton, 5,6 km sydväst om West End. I omgivningarna runt West End växer i huvudsak blandskog.